# Eduard von Sacken
Pour les articles homonymes, voir Sacken.
Le baron Eduard von Sacken (Vienne, 3 mars 1825-Vienne, 20 février 1883) est un archéologue et anthropologue autrichien.

## Biographie
Après ses études de philosophie à l'université de Vienne, il devient conservateur (1854) puis directeur du Cabinet des médailles et antiquités de Vienne (1871).
Il dirige les fouilles de Johann Georg Ramsauer à Hallstatt qu'il finance avec une partie du budget du Cabinet.
Présentant les résultats des vingt premières années de fouilles, il établit le répertoire de neuf cent quatre-vingt-treize sépultures. Ses travaux le font admettre à l'Académie autrichienne des sciences (1863).

## Travaux
- Die Sammlungen, 1866
- Katechismus der Baustile, 1867
- Archäologischer Wegweiser durch Niederösterreich, 1868-1878
- Das Grabfeld von Hallstatt in Oberösterreich und dessen Alterthümer, 1868
- Katechismus der Heraldik, posth., 1893